# Anaxipha cayennensis
Anaxipha cayennensis är en insektsart som först beskrevs av Henri Saussure 1897.  Anaxipha cayennensis ingår i släktet Anaxipha och familjen syrsor. Inga underarter finns listade i Catalogue of Life.